# Palais du Peuple (Kinshasa)
Het Palais du Peuple (Nederlands: Volkspaleis) is de zetel van het parlement van de Democratische Republiek Congo, bestaande uit de Nationale Vergadering en de Senaat, gevestigd in de gemeente Lingwala in Kinshasa.
Het gebouw werd tussen 1975 en 1979 gebouwd door China en Congo, naar plannen van de architecten Lin Kia-Wu uit China en Seka Fwatuyisa uit Congo. Het werd gebouwd in opdracht van Mobutu Sese Seko, na een bezoek aan China in 1973. Net als het Stade des Martyrs de la Pentecôte werd het bouwwerk gebouwd met een staatslening verstrekt door de Chinese overheid.
In juni 1997, na de machtsovername door de Alliantie van Democratische Krachten voor de Bevrijding van Congo, verhuisde het parlement van Congo-Kinshasa van het Paleis van de Natie naar het Volkspaleis.
In januari 2001 lag het lichaam van Laurent-Désiré Kabila drie dagen opgebaard voordat het werd begraven. In mei 2016 werd het lichaam van Papa Wemba opgebaard in het Paleis.